# Edoardo Amaldi
Edoardo Amaldi (5. září 1908 Carpaneto Piacentino – 5. prosince 1989 Řím) byl italský fyzik.
Narodil se ve městě Carpaneto Piacentino, jeho otec byl profesorem matematiky na Padovské univerzitě.
Amaldi získal titul z fyziky pod vedením Enrica Fermiho v roce 1938, ve stejném roce Fermi odešel do USA. V roce 1939 byl Amaldi povolaný do italské armády, k fyzice se vrátil v roce 1941.
Po druhé světové válce se Alamdi stal profesorem fyziky na Univerzitě La Sapienza v Římě, znovupostavil post-Fermiho fyzikální školu a stal se spoluzakladatelem italského národního institutu pro jadernou fyziku. Byl tajemníkem Evropské organizace pro jaderný výzkum v jejích raných fázích, ještě předtím než došlo v roce 1954 k jejímu oficiálnímu založení. Byl evropským průkopníkem v oblasti zkoumání a detekce gravitačních vln.
Jeho hlavní vědecké práce se týkaly výzkumu pomalých neutronů ve Fermiho skupině a důkazu pro antiprotonovou anihilaci emulzní technikou, současnou s její výrobou v urychlovačích částic skupinou kolem Emilio Gino Segrè. Amaldi je autorem a spoluautorem asi 200 vědeckých publikací z oblastí atomové spektroskopie, jaderné fyziky, fyziky elementárních částic nebo experimentální gravitace. Napsal rovněž několik středoškolských a vysokoškolských učebnic. Psal ale rovněž i historické biografické knihy, například o svém příteli Ettore Majoranovi, který záhadně zmizel. V roce 1958 byl zvolen čestným členem sovětské akademie věd , v roce 1962 americké  a o rok později nizozemské akademie věd.
Zemřel náhle v roce 1989, když byl stále prezidentem Accademia dei Lincei. Jmenovala se po něm třetí kosmická loď Automated Transfer Vehicle, která v roce 2012 odstartovala k Mezinárodní vesmírné stanici.